# 2091 Sampo
A 2091 Sampo (ideiglenes jelöléssel 1941 HO) a Naprendszer kisbolygóövében található aszteroida. Yrjö Väisälä fedezte fel 1941. április 26-án.